# Phyllomedusa sauvagii
Espèce
Synonymes
- Phyllomedusa rickettsii Günther, 1897

Statut de conservation UICN

 LC  : Préoccupation mineure
Phyllomedusa sauvagii est une espèce d'amphibiens de la famille des Phyllomedusidae.

## Répartition
Cette espèce se rencontre dans le Gran Chaco dans le Sud-Est de la Bolivie, dans la plus grande partie du Paraguay, au Brésil au Mato Grosso do Sul et dans toute la région du nord (chaco) et du centre de l'Argentine, jusqu'aux provinces de Córdoba et de San Luis.

## Habitat
Cette grosse rainette vit essentiellement dans les forêts tempérées chaudes relativement sèches de cette région, ou la température peut atteindre 35°. Ce n'est donc pas un animal de l'Amazonie, et il n'apprécie pas une atmosphère trop humide.
Dans le milieu naturel, on rencontre ces rainettes dans les arbres et les buissons. Elles descendent à terre ou dans l'eau surtout la nuit, pour se nourrir de petits animaux, essentiellement des insectes et des invertébrés.

## Description

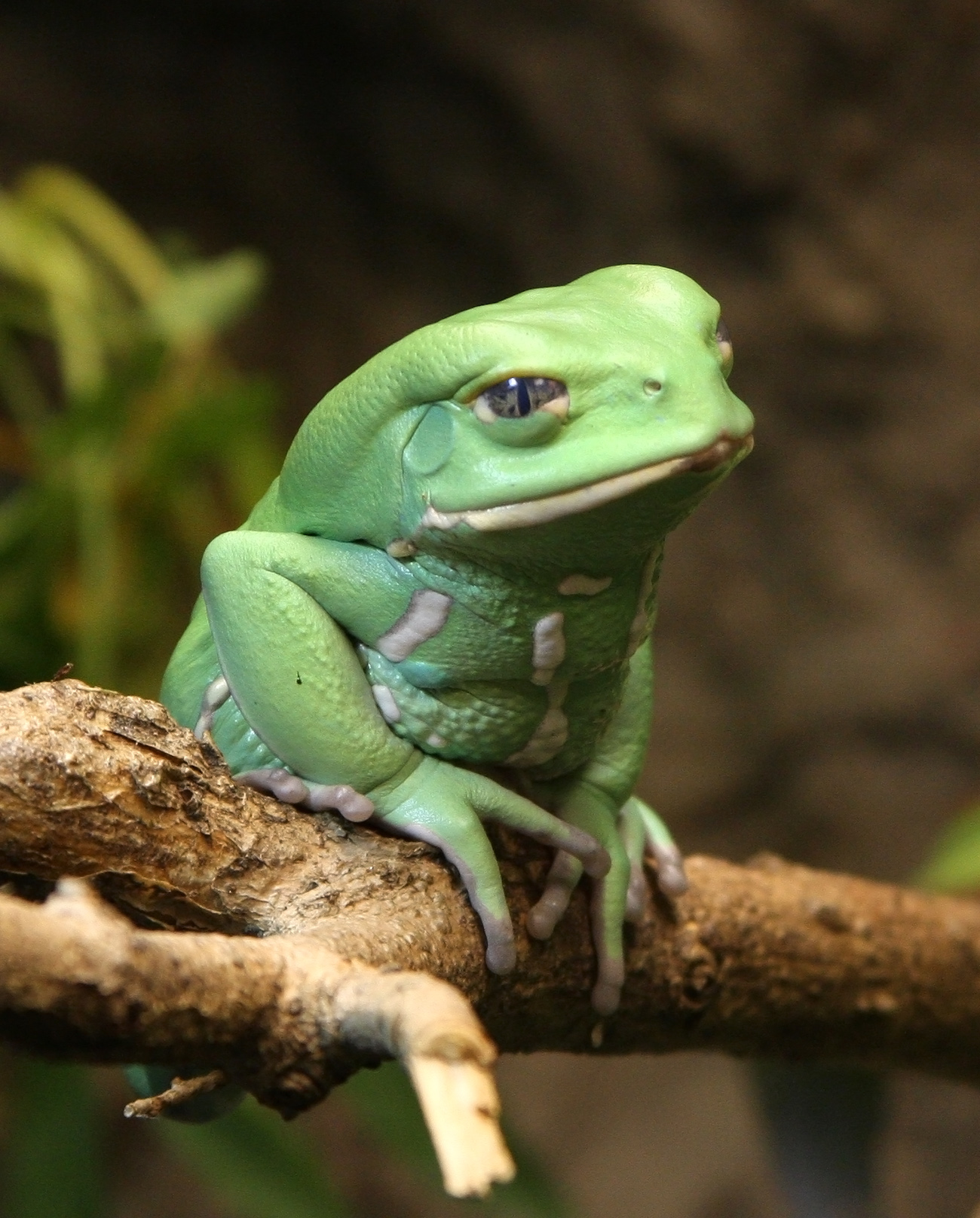
Phyllomedusa sauvagii

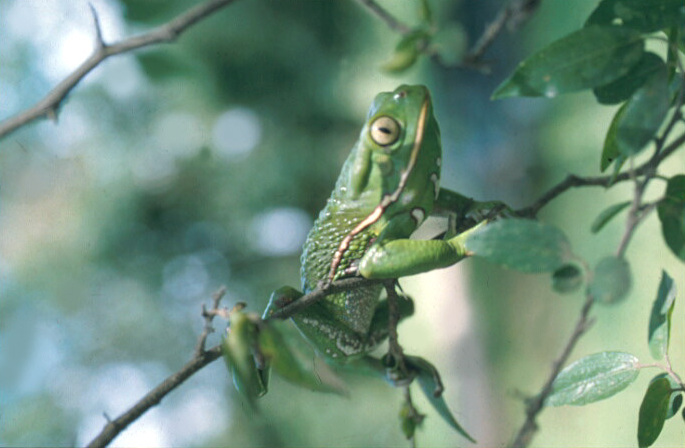
Phyllomedusa sauvagii

La couleur est verte, avec une ligne latérale blanche. P. sauvagii arbore aussi des taches blanches sur le ventre. Le museau est court, presque écrasé. La taille peut atteindre une bonne dizaine de cm. Les doigts sont longs et munis de ventouses pour grimper.

## Particularité adaptative
Cette aptitude à la vie dans des milieux relativement secs a été poussée assez loin, puisqu'en cas de sécheresse, P. sauvagii (qu'on trouve aussi sous le nom de P. sauvagei) peut se couvrir d'une sécrétion de la peau ressemblant à de la cire, sécrétion qui réduit fortement la perte d'humidité à travers la peau. Cette sécrétion est étalée sur la peau par l'animal lui-même, avec ses 4 pattes.
L'animal peut aussi réduire fortement ses pertes de liquide par voie urinaire, en sécrétant une urine semi-solide.
Cette caractéristique explique le surnom anglophone de P. sauvagii : waxy frog (grenouille de cire). À noter que les Phylloméduses, en général, sont appelées monkey frog (grenouilles singes) par les anglophones, et qu'on trouve donc aussi cette grenouille sous le nom de waxy monkey frog ou waxy monkey tree frog.
Comme la plupart des Phyllomedusidae, P. sauvagii est nocturne.
Ce sont des animaux d'apparence calme, relativement lents par rapport à d'autres grenouilles.

## Reproduction

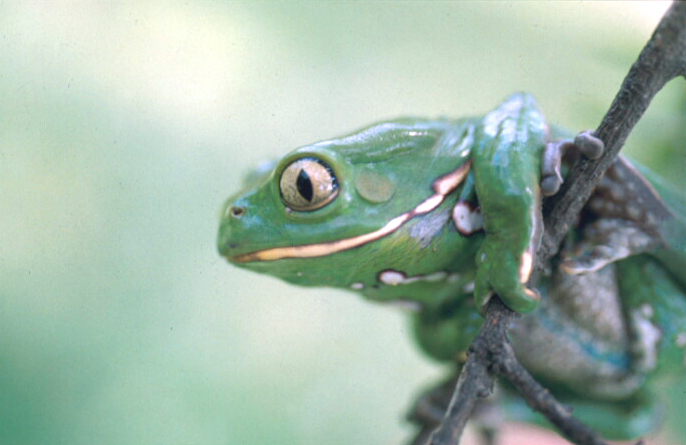
Phyllomedusa sauvagii

Dans la nature, la reproduction est déclenchée par une augmentation des pluies, à partir d'octobre.
Il faut également une forte augmentation des nourrissages, afin de permettre la maturation des masses ovariennes des femelles. De fait, les femelles sont normalement plus grosses que les mâles. À la saison des amours, ceux-ci développent un gros point noir sur la face intérieure du pouce.
Après un amplexus (le mâle monte sur la femelle pour l'accouplement), la femelle va pondre une masse d'œufs gélatineux sur une feuille (souvent roulée en cornet par l'animal pour protéger les œufs contre la dessiccation), au-dessus de l'eau.
Quand les têtards éclosent, ils tombent directement dans l'eau.
Après résorption définitive du vitellus, les têtards se mettent à manger abondamment. La transformation en grenouillette se fait en quelques semaines.

## Étymologie
Cette espèce est nommée en l'honneur de Henri Émile Sauvage.

## Publication originale
- Boulenger, 1882 : Catalogue of the Batrachia Salientia s. Ecaudata in the collection of the British Museum, ed. 2, p. 1-503 (texte intégral).